# Egon von Waldstätten

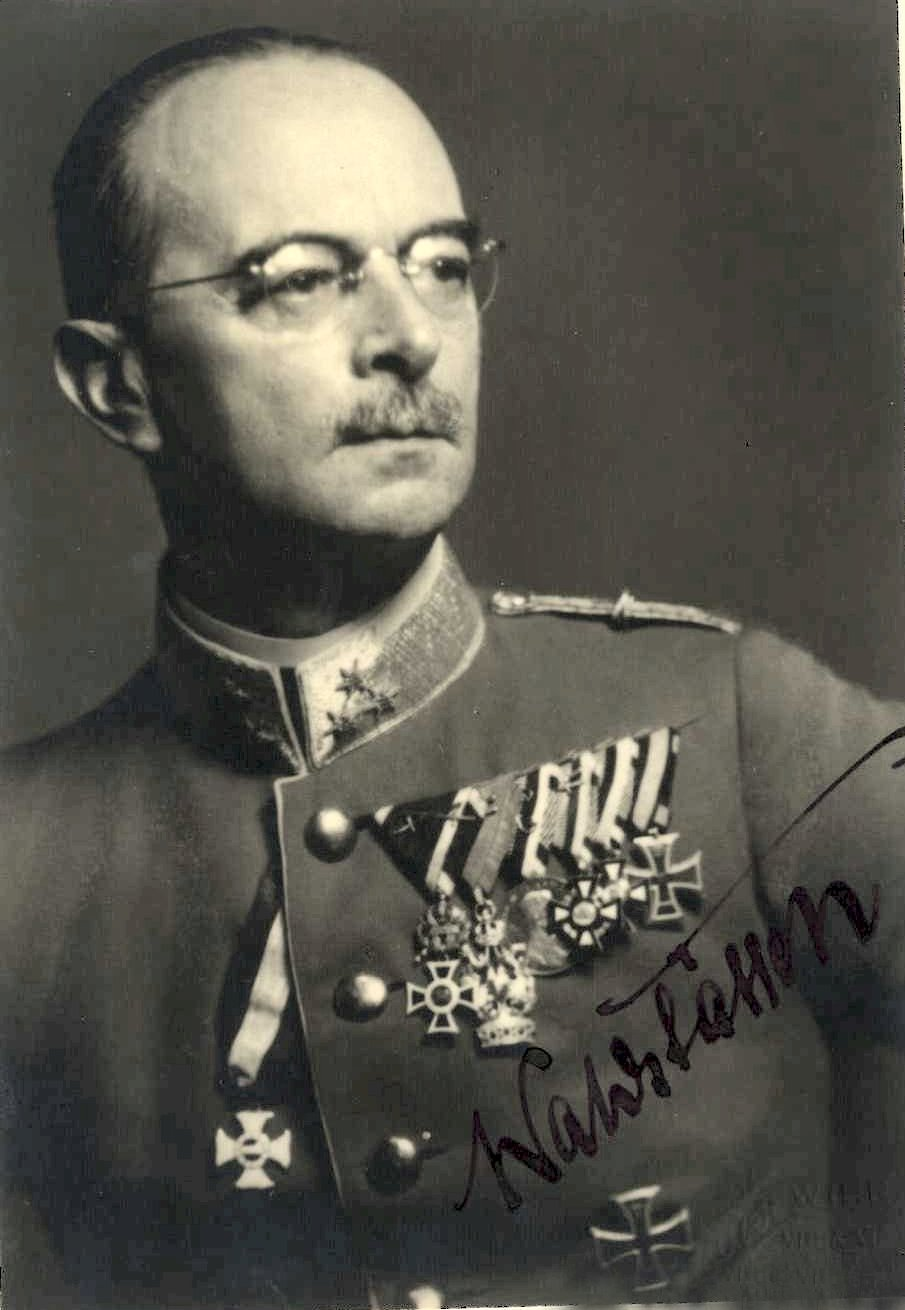
Egon Waldstätten (1922)

Arthur Johann Anton Maria Egon Freiherr von Waldstätten (* 21. April 1875 in Fünfkirchen (Pécs); † 12. Mai 1951 in Wien; ab 1919 Arthur Johann Anton Maria Egon Waldstätten) war ein österreichischer Offizier und Militärschriftsteller, der nach dem Krieg Hofrat, dann österreichischer Staatsrat und 1939 Generalmajor (Charakter) in der deutschen Wehrmacht wurde. Er stammte aus der Familie von Waldstätten.

## Biographie

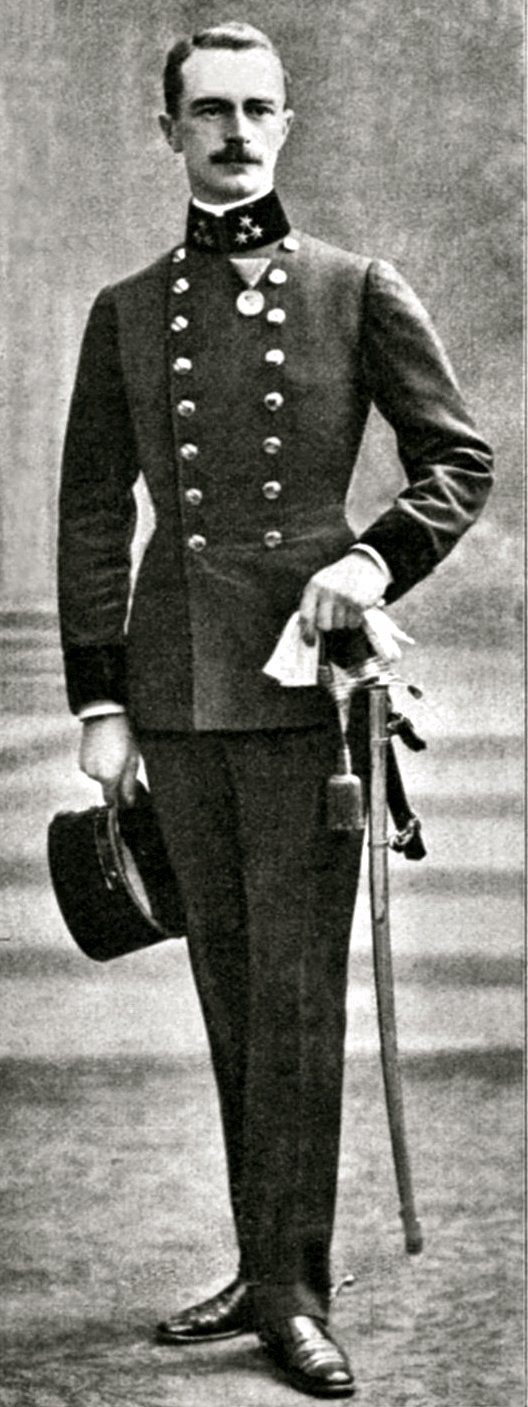
Egon Freiherr von Waldstätten (um 1905)

Der Sohn des Feldzeugmeisters Georg von Waldstätten und jüngere Bruder des Feldmarschallleutnants Alfred von Waldstätten wurde im Ausmusterungsjahrgang 1893 an der Theresianische Militärakademie in der Wiener Neustadt als Leutnant zum Eduard Graf Paar 2. Dragonerregiment entlassen.
Nach Truppen- und Generalstabsverwendungen wurde er am 1. August 1914 zum Major im Dragonerregiment Nr. 7 befördert. Mit 1. März 1915 wurde er über seinen Wunsch der Infanterie zugeteilt, wo er beim Infanterieregiment Nr. 82 als Bataillonskommandant eingeteilt wurde und an den Kämpfen an der Ostfront bis zu seiner schweren Verwundung (Beinamputation) am 8. Juli 1915 teilnahm. Für seine Verdienste bei diesen Kämpfen wurde er mehrfach ausgezeichnet, insbesondere durch die außertourliche Beförderung zum Oberstleutnant (1915). 1916 wurde er dem Kriegsarchiv als Abteilungsleiter zugeteilt. In jener Zeit war er auch Kartenpartner des Kaisers (Karl I.).
Am 1. Mai 1918 zum k.u.k. Oberst befördert wurde er überdies Chef der Feindespropaganda-Abwehrstelle (FASt.) des Armeeoberkommandos.
Nach dem Ende des Ersten Weltkriegs wurde Egon Waldstätten in den Zivilstand des Kriegsarchivs übernommen und 1924 – dann schon in der Ersten Republik – mit dem Titel eines Hofrates pensioniert. In weiterer Folge war er ab 1926 Vorstandsmitglied des Reichsverbandes der Tabak Haupt- und Subverleger Österreichs in Bruck an der Leitha, ab 1928 in Wien-Brigittenau, und ab 25. Juni 1934 dessen Präsident.
1937 wurde Waldstätten Mitglied des Staatsrats im autoritären Ständestaat. Ab 1938 bekleidete er auch das Amt des Obmanns des Einheitsverbandes der Kriegsopfer.
Nach dem „Anschluss Österreichs“ wurde ihm 1939 (als Theresienritter) der Charakter eines Generalmajors in der deutschen Wehrmacht verliehen.

Jahrgangsabzeichen „Freiherr von Waldstätten“ der Theresianischen Militärakademie in Wiener Neustadt

Zum Gedenken wählte der Ausmusterungsjahrgang 2015 der Theresianischen Militärakademie in Wiener Neustadt den Namen „Jahrgang Freiherr von Waldstätten“.

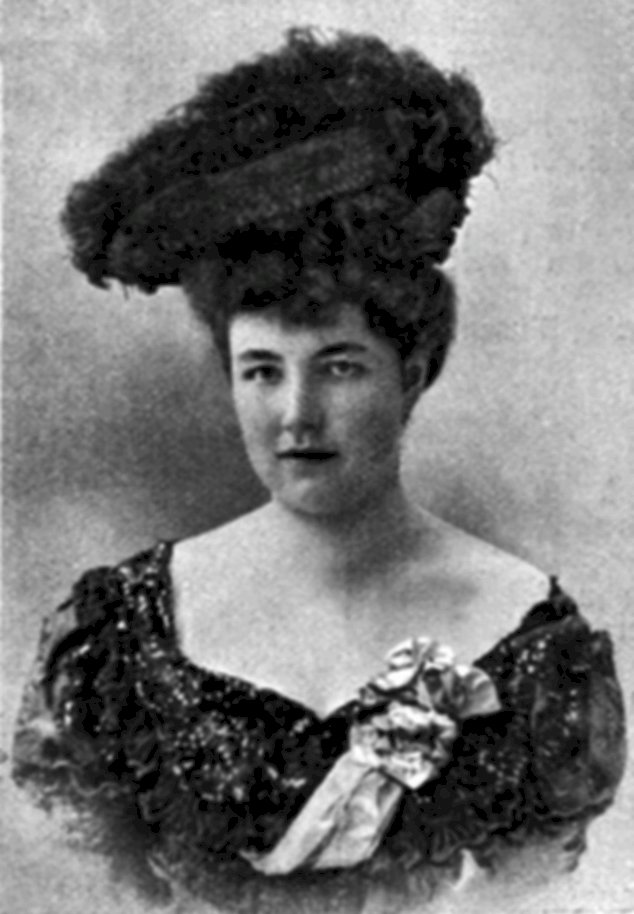
Erika, geb. Freiin Pacher von Theinburg (1903)

## Familie
Waldstätten war seit der am 8. Oktober 1903 in Wien geschlossenen Ehe mit Julia Helene Maria Erika (* 13. Oktober 1879 in Wien; † 27. November 1960 ebenda), Tochter des Gustav Franz Justus Pacher von Theinburg und der Barbara, geborene Freiin von Gagern a. d. Hause Hornau, verheiratet.
Seine Urenkelin ist die Österreicherin Nora Waldstätten (* 1981), die als Schauspielerin tätig ist (bis 2016 unter dem Künstlernamen „Nora von Waldstätten“).

## Auszeichnungen (Auswahl)
- Orden der Eisernen Krone 3. Klasse (1915)
- Ritterkreuz des Österreichischen Leopold-Ordens (1917)
- Eisernes Kreuz 1. Klasse (1918)
- Goldene Tapferkeitsmedaille für Offiziere (1921)
- Militär-Maria-Theresia-Orden (1922)

## Werke
- Weltkriegstafeln 1914–1919 (mehrbändig): Synchronistische Darstellung des Weltkrieges. Seidel & Sohn, Wien 1918.
- Montelloschlacht und Schlacht um Vittorio Veneto, 1918 MS. WKI/13, veröffentlicht 1923.
- 5. Weltpolitischer Atlas, 1938.
- Die Schlacht von Lawrow 20.–27. Oktober 1914. Kavallerie-Journal, April 1926, S. 166–682.
- Die letzte Reiterschlacht der Weltgeschichte, Jaroslawice 1914 (mit Maximilian Ritter von Hoen). Amalthea, Zürich 1929.